# Sieneke
Sieneke Ashley Kristel Peeters, più conosciuta con il nome d'arte di Sieneke (Nimega, 1º aprile 1992), è una cantante olandese.
Rappresentante dei Paesi Bassi all'Eurovision Song Contest 2010, ma non ha raggiunto la finale.
Sieneke ha pubblicato, nel 2007, un album con sei cover di alcune canzoni degli anni ottanta, intitolato It's My Dream.

## Biografia
Nel 2010 ha rappresentato i Paesi Bassi all'Eurovision Song Contest con la canzone Ik ben Verliefd (Sha-la-lie). Il pubblico olandese fu sorpreso dal fatto che non vi sia stato il voto del pubblico per la selezione della canzone che avrebbe dovuto partecipare all'Eurofestival. Il vincitore è stato selezionato internamente da tre membri della giuria. Ha rappresentato i Paesi Bassi all'Eurofestival 2010 a Oslo, in Norvegia il 27 maggio, non qualificandosi per la finale.

## Discografia

### Album
- 2007 - It's My Dream
- 2010 - Ik Ben Verliefd
- 2012 - Eindeloos